# Joachim Pollio
Joachim Pollio (* 26. August 1577 in Breslau; † 29. Januar 1644 ebenda) war ein deutscher lutherischer Theologe.

## Leben
Joachim Pollio war ein Sohn des Breslauer Pfarrers Lucas Pollio. Nach dem Studium in Leipzig wurde er 1602 Pfarrer in Bunzlau. In seine Heimatstadt wechselte er 1607, als er eine Stelle als Propst der Kirche zum Heiligen Geist und Pfarrer zu St. Bernhard in der Breslauer Neustadt antrat. Im Breslauer Konsistorium wurde er 1615 Assessor. Drei Jahre später trat er die Pfarrstelle von St. Maria Magdalena an. Er veröffentlichte Leichen- und andere Predigten, Andachten und Sammlungen von theologischen Gutachten.
Pollio hatte zwei Söhne, Lucas und Joachim, die in Leipzig und Breslau ebenfalls geistliche Ämter wahrnahmen.

## Werke
- Consiliorum Theologicorum Centuria ... Oder Theologisch Fragbuch : Darinnen hundert allerhand schwere/ meisten theils GewissensFragen proponiret, und darauff gewisse Consilia, Bedencken/ oder Beantwortungen/ war und klar gesetzet werden ; Aus mehrentheils alten Theologischen und nützlichen Schrifften/ mit fleiß zusammen getragen/ Nach den dreyen Hierarchiis oder dem Lehr- Wehr- und Mehrstande in drey Sectiones abgetheilet/ Und mit Approbation der Theologischen Fakultet zu Wittenberg/ jetzo zum ersten mal ... publiciret, Leipzig : Eyering, 1622–1626
- Christliche Trostschrifften : Von dem I. geistlichen Christwigelein. II. herrlichen Ostergeschencken Jhesu Christi. III. him[m]lischen Perlenkrantze Christlicher Pfingstleute. IV. tröstlichen Stundenzeiger fromer Creutzträger. V. schönen Blumenstreuchlein auff der Christen Todtenbahren unnd Grabstädtlein. VI. Biblischen Leichschrifften inn Kindesnöten selig sterbender Sechswöchnerin; Bresslaw : Eyering, 1609
- Gute Freytags und OsterPredigten : Die 1. Von der geistlichen guten Freytagskirche unter dem H. Creutze Christi auffgerichtet. 2. Von zwey himlischen Osterkronen und Ehrenkräntzen bey dem H. Grabe Christi zu betrachten. 3. Von dem geistlichen Reisekasten Jesu Christi ... 4. Von der Ostermahlzeit Christi ...; Breßlaw : Eyering, 1621
- Regenten Predigt. Am XXIII. Sontage nach Trinitatis In hochansehentlichster Gegenwart/ Des Durchleuchtigsten ... Herrn Johann Georgen, Hertzogen zu Sachsen ... Churfürsten ... So wol anderer vornehmer Herren und Volckreicher versamlung. In der Pfarrkirchen bey S. Maria Magdalena zu Breßlaw gehalten; [Breslau] : Eyring, 1622
- Zehen Bußpredigten/ Von zehenerley Zornstraffen Gottes : Die I. Ist eine Kriegspredigt/ vom grossen Kriege/ Exod. 17. II. Kriegspredigt/ auch vom grossen Kriege/ 2. Macc. 11. III. Schneepredigt/ von grossen Schnee/ 1. Macc. 13 ... X. Fewerpredigt/ vom grossen Fewer/ Hoseae 8. In wehrender Fastenzeit der Gemeine Gottes zu Bresslaw ...; Leipzig : Rehefeld und Grose, 1624